# Hands Like Houses
Gli Hands Like Houses sono un gruppo musicale australiano formatosi nel 2008 a Canberra.
Dal 2013 al 2016 il gruppo ha pubblicato tre album di inediti con la Rise Records, ottenendo un discreto successo sia in Australia che negli Stati Uniti d'America, mentre dal 2017 è sotto contratto con la Hopeless Records.

## Storia

### Gli inizi,Ground DwellereUnimagine(2008-2014)
La band nasce dall'idea del chitarrista Matt "Coops" Cooper e del bassista Joel Tyrrell che, affascinati dall'idea di suonare in una band come i loro fratelli maggiori. Gli Hands Like Houses si completano quindi con l'aggiunta del cantante Trenton Woodley, il chitarrista Alexander Pearson, il tastierista Jamal Sabet e il batterista Matt Parkitney. Dopo aver pubblicato alcuni singoli tra il 2010 e il 2011, la band firma con l'etichetta statunitense Rise Records nel gennaio 2012, con la quale pubblica il suo album di debutto, Ground Dweller, uscito il marzo successivo. A questo segue l'EP Snow Sessions, contenente quattro tracce in versione acustica estratte dall'album e reso disponibile per l'acquisto a un prezzo a scelta dell'acquirente.
Nel luglio 2013 esce il secondo album in studio Unimagine, pubblicato sempre dalla Rise, mentre il 16 settembre 2014 viene pubblicato Reimagine, un EP contenente delle versioni acustiche e rivisitate di alcune tracce di Unimagine. Sempre nel 2014 partecipano all'album di cover Punk Goes 90's 2 con la loro reinterpretazione di Torn di Natalie Imbruglia.

### DissonantseAnon(2015-2020)
Dopo la silenziosa uscita dalla formazione di Sabet e la pubblicazione dell'inedito I Am, i cinque restanti membri entrano in studio di registrazione nel marzo 2015 per realizzare il loro terzo album. Dissonants, questo il titolo del nuovo lavoro, viene pubblicato il 26 febbraio 2016.
Dopo l'uscita dell'album Dissonants il contratto con la Rise Records si conclude, e gli Hands Like Houses firmano per la Hopeless Records, con la quale pubblicano il 15 giugno 2017 il singolo Drift.
Il 25 luglio 2018 il gruppo pubblica un singolo inedito, Overthinking, e annuncia l'uscita, avvenuta poi il 12 ottobre dello stesso anno, del loro quarto album in studio, intitolato Anon. Un secondo singolo, Monster, viene presentato alle principali stazioni radio rock il 12 agosto 2018, mentre un terzo e ultimo singolo dal titolo Tilt viene pubblicato il 19 settembre 2018. Monster viene utilizzata, a ottobre, come sigla ufficiale del pay-per-view della WWE Super ShowDown a Melbourne. Nel 2019 il brano Through Glass, già presente in Anon, viene pubblicato come singolo in una nuova versione con la cantante australiana Samsaruh.
Nell'agosto 2020 viene pubblicato il singolo inedito The Water, che va ad anticipare un EP, dal titolo eponimo, pubblicato il 23 ottobre dello stesso anno dalla UNFD.

### Attività indipendente (2021-presente)
Nel settembre 2021 la UNFD recide il contratto che legava il gruppo all'etichetta, a seguito di denunce legali a carico di uno dei componenti del gruppo. Il cantante Trenton Woodly ha successivamente dichiarato che il gruppo è al corrente di dette denunce, e che rilasceranno delle dichiarazioni più complete quando saranno autorizzati. Nel settembre 2022 il gruppo annuncia un minitour in Australia, dichiarando di respingere ufficialmente le accuse fatte all'anonimo componente del gruppo e che la formazione continuerà la propria attività senza il supporto dell'etichetta.

## Stile e influenze
La band è stata descritta principalmente come appartenente a generi come post-hardcore e, sino al suo secondo album, rock sperimentale. Mentre nel terzo album il gruppo ha amplificato le influenze punk rock e hard rock, con il quarto album Anon del 2018 ha invece accolto all'interno della sua musica sonorità più melodiche e vicine al pop rock. Le loro principali influenze stilistiche includono i The Shadows, gli Underoath, i Linkin Park, i Deaf Havana, i Thrice, gli Young Guns, i Foo Fighters e gli Incubus. Secondo Trenton Woodley, la loro musica spazia tra differenti generi in modo da combinare suoni diversi e creare un qualcosa di unico.

## Formazione

### Formazione attuale
- Trenton Woodley – voce, tastiera (2008-presente)
- Matt "Coops" Cooper – chitarra solista (2008-presente)
- Alexander Pearson – chitarra ritmica, cori (2008-presente)
- Joel Tyrrell – basso, cori (2008-presente)
- Matt Parkitney – batteria, percussioni (2008-presente)

### Ex componenti
- Jamal Sabet – tastiera (2008-2014)

## Discografia

### Album in studio
- 2012 – Ground Dweller
- 2013 – Unimagine
- 2016 – Dissonants
- 2018 – Anon
- 2025 – Atmospherics

### EP
- 2012 – Snow Sessions
- 2014 – Reimagine
- 2020 – Hands Like Houses